# Charmian Carr
Pour les articles homonymes, voir Carr.
Charmian Carr est une actrice américaine, née le 27 décembre 1942 à Chicago (Illinois) et morte le 17 septembre 2016 à Los Angeles (Californie).

## Biographie

### Jeunesse
Deuxième enfant de l'actrice de vaudeville Rita Oehmen et du musicien Brian Farnon, elle est née Charmian Anne Farnon à Chicago (Illinois). Ses parents divorcent en 1957. Elle a deux sœurs, toutes deux actrices (Shannon Farnon et Darleen Carr). Sa famille déménage à Los Angeles quand elle a 10 ans. Alors qu'elle est étudiante à l'école secondaire San Fernando, Charmian est pom-pom girl et joue au basketball et au volleyball. « Elle n'a jamais eu de leçon de chant et n'a jamais essayé d'en prendre » avant d'être engagée dans le film La Mélodie du bonheur.

### La Mélodie du bonheur
Charmian fréquente le San Fernando Valley State College où elle étudie l'orthophonie et la philosophie et travaille pour un médecin, lorsque sa mère lui demande de passer une audition pour la Mélodie du bonheur (The Sound of Music).
Dans un article de journal publié le 9 novembre 1964, Charmian raconte l'histoire de son essai comme suit :

« J'allais à l'université et recevais de l'argent de poche en participant à des défilés de mode dans l'un des magasins. Une des filles qui était modèle avec moi savait que Robert Wise, producteur-réalisateur de The Sound of Music menait une recherche de quatre mois pour quelqu'un pour jouer le rôle de Liesl, 16 ans. Mon amie, sans que je le sache, a envoyé ma photo et a expliqué dans une note que je chantais et dansais. J'ai reçu un appel de M. Wise pour venir faire un essai. Cela m'a prise complètement par surprise. »

### Vie privée
Le réalisateur Robert Wise pensait que Farnon est un nom de famille trop long avec Charmian. Après lui avoir donné une liste de noms de famille à une seule syllabe, elle choisit Carr.
Elle obtient le rôle de Liesl devant Geraldine Chaplin, Kim Darby, Patty Duke, Shelley Fabares, Teri Garr, Mia Farrow et Lesley Ann Warren. Le film est dans l'ensemble une expérience très heureuse pour elle. Cependant, pendant le tournage de la scène de sa danse avec Rolf dans la gloriette, les costumiers ont oublié de mettre des patins antidérapants sur ses chaussures ; elle glisse à travers une fenêtre de la gloriette, et « doit achever la scène à l'agonie ».

### Plus tard
En 1965, Charmian Carr travaille avec Van Johnson sur un pilote pour un programme de télévision, Take Her, She's Mine. Elle apparaît ensuite dans Evening Primrose, une comédie musicale d'une heure écrite par Stephen Sondheim, diffusée sur ABC Stage 67 en 1966. L'année suivante, elle épouse un dentiste, Jay Brent, et quitte le show-business. Jay et elle ont deux filles, Jennifer et Emily. Plus tard elle devient grand-mère de deux petits-enfants : Emma et Derek.
Charmian Carr possède une entreprise de design d'intérieur, Charmian Carr Designs, à Encino, en Californie, et écrit deux livres, Forever Liesl et Letters to Liesl. Elle réunit plusieurs de ses co-acteurs de The Sound of Music lors du talk show Oprah en octobre 2010 pour célébrer le 45e anniversaire du film. En 2014, elle enregistre "Edelweiss" avec les arrière-petits-enfants Von Trapp sur l'album Dream a Little Dream des Von Trapp et de Pink Martini.

### Décès
Charmian Carr est morte à Los Angeles le 17 septembre 2016 de complications liées à la démence fronto-temporale (DFT) à l'âge de 73 ans.

## Filmographie partielle
- 1965 : La Mélodie du bonheur (The Sound of Music) de Robert Wise : Liesl von Trapp